# BBA FA 860
Die Baureihe FA 860 des Betriebes für Bergbauausrüstungen Aue (BBA) bezeichnet eine Verbundlokomotive (Batterie- und Fahrdrahtbetrieb), die von 1987 bis 1991 für die Bergbaubetriebe der SDAG Wismut gebaut wurde.

## Entwicklung
Die FA 860 basiert auf der B 660. Am Führerhaus wurde in Fahrtrichtung ein weiterer Akkutender mit einem Stromabnehmer eingefügt. Die Idee für die Entwicklung dieser Lok war, die Zugkraft einer Fahrdrahtlok auf den Hauptstrecken zu nutzen und ohne umkoppeln auch die fahrdrahtlosen Nebenstrecken befahren zu können.

## Konstruktive Merkmale

### Mechanik
Die drei Antriebseinheiten besaßen einen Außenrahmen, der die tragende Konstruktion darstellte. Der Führerstand war als Sänfte zwischen dem zweiten und dritten Akkutender aufgehängt. Ausgeführt wurde er mit einem geschweißten Rahmen. Als Feststellbremse verfügte die Lok über eine Handspindelbremse. Die Bremskraft wurde über Seilzug auf die Antriebseinheiten übertragen.

### Elektrik
Angetrieben wurde jede der sechs Achsen mit einem Tatzlagerfahrmotor. Die drei Akkus sowie die beiden Gleichstrom-Reihenschlussmotoren in einem Tender sind in Reihe geschaltet. Beim Anfahren werden die beiden Motorgruppen über Widerstände zunächst in Reihe und dann parallel geschaltet. Mit dem Nockenfahrschalter können die Fahr- und Bremsstufen ausgewählt werden. Der mittlere Tender verfügte neben einem Stromabnehmer über eine kleine Batterie von 42 V.